# Palais Weimar (Bad Liebenstein)

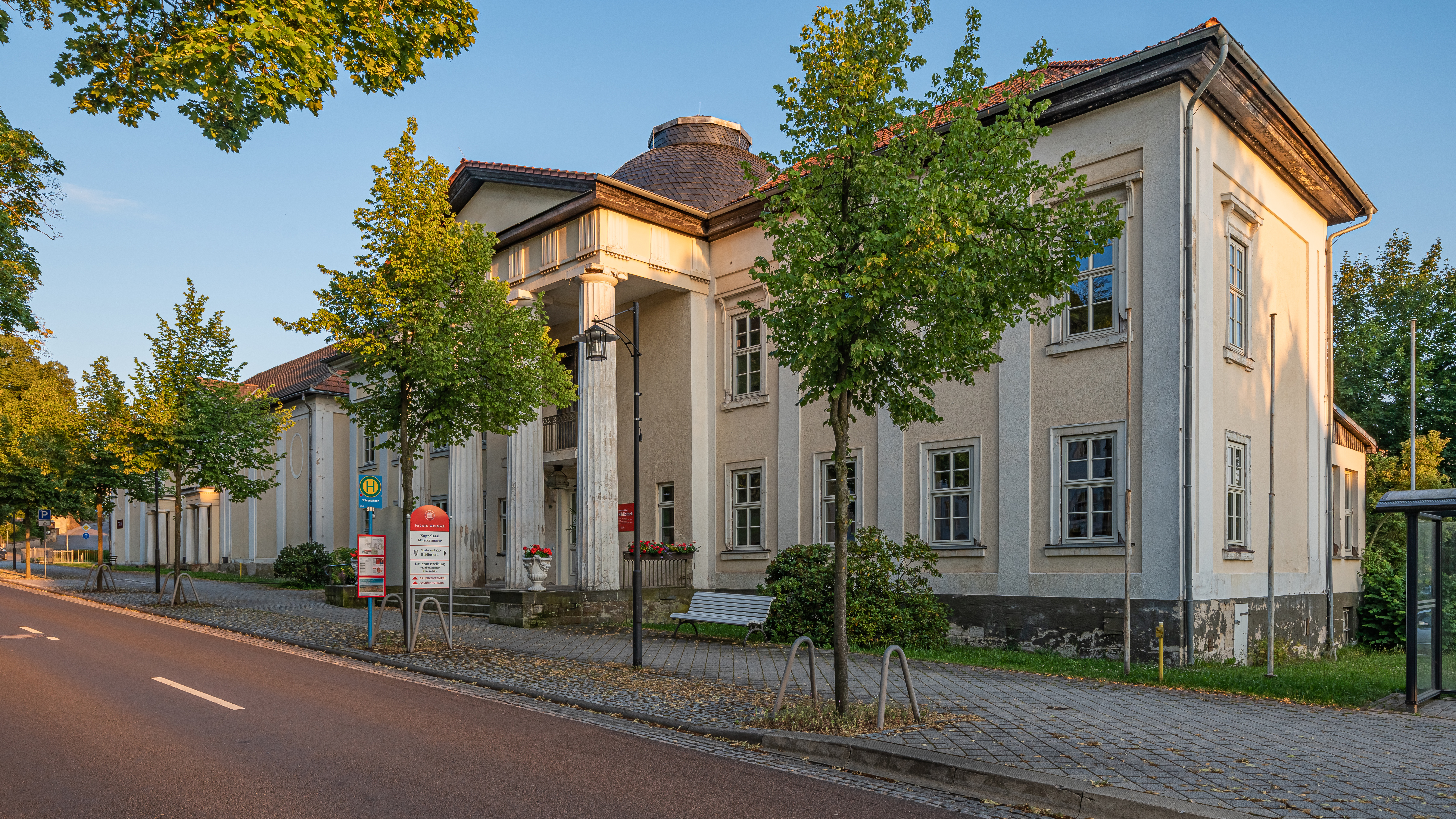
Das Palais Weimar

Das Palais Weimar steht im Ortsteil Bad Liebenstein der Stadt Bad Liebenstein im Wartburgkreis in Thüringen.

## Geschichte
Das Palais entstand in den Jahren 1804 bis 1805 als Sommersitz der Meininger Herzogsfamilie und diente dann durch Einheirat dem Herzogtum Sachsen-Weimar.

## Zum Gebäude selbst

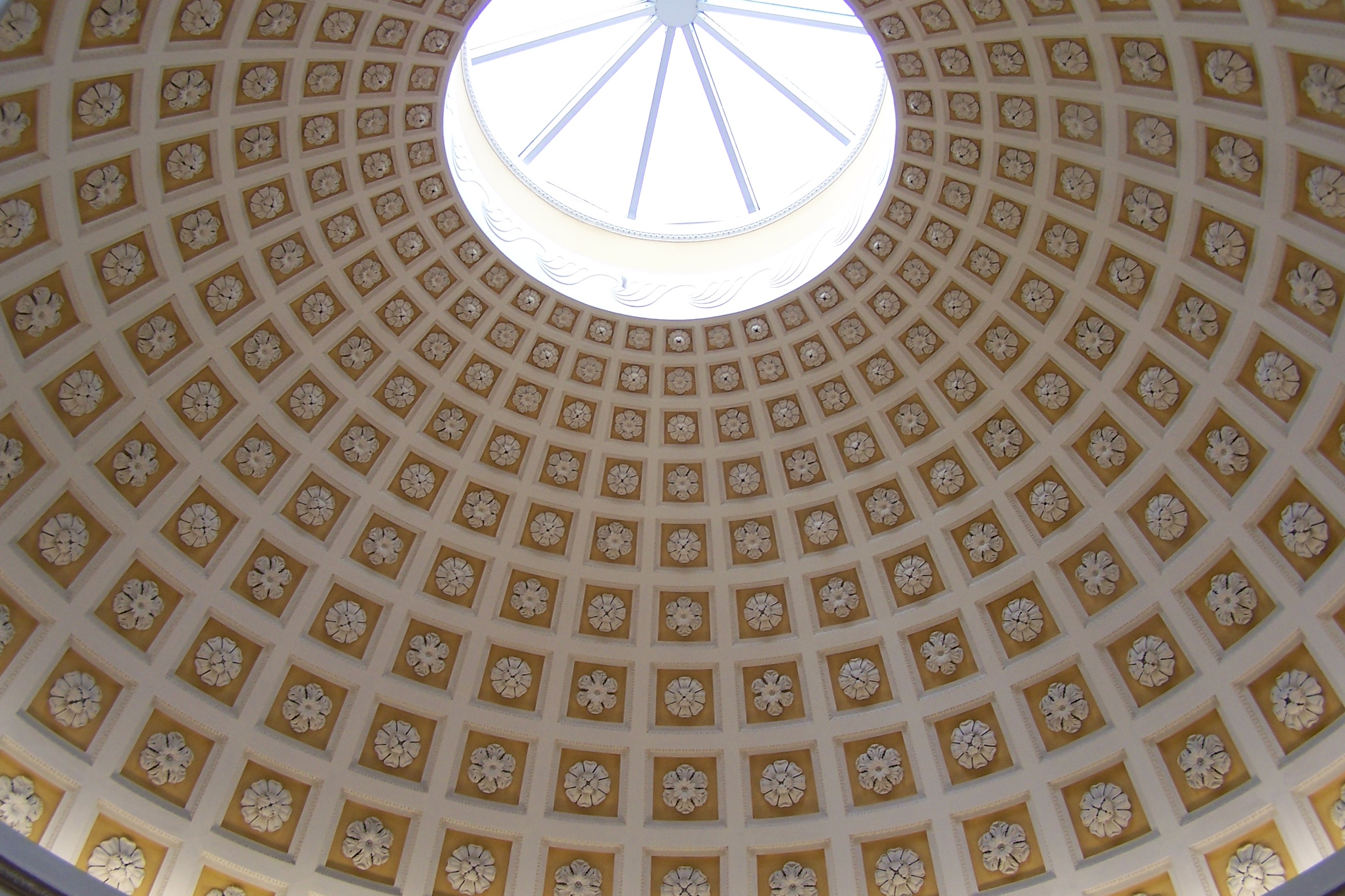
Die Kuppel im Palais Weimar

Die Kuppel des Gebäudes ist ein architektonisches Kleinod. Ähnliches findet sich in Meiningen wieder. Nach dem Tod der Herzogin Eleonore 1837 erbte die Tochter Ida das Gebäude. Sie heiratete 1816 Karl Bernhard von Weimar. Seitdem trägt das Haus den Namen.
1914 verlegte der neue Besitzer des Bades, Augenarzt Dr. Graf Wiser, seine Praxisräume in das Palais. In den Kriegsjahren 1914–1918 nutzte man das Haus als Praxisräume. Nach dem Krieg erhöhte sich die Kurgästeanzahl beträchtlich. Es erfolgte ein Umbau des Hauses. Die neu entstandene Lese-, Schreib-, Billard- und Musikzimmer konnten 1935 den Kurgästen zur Verfügung gestellt werden.
Nach dem Zweiten Weltkrieg erfolgte die von den Siegermächten gewollte Enteignung. Die Leitung übernahm die Kurverwaltung des Volksheilbades Liebenstein und führte das Haus Weimar als Clubhaus weiter. 1974 fand die Stadtbibliothek noch Raum. Heute befindet sich im Palais Weimar die Stadt- und Kurbibliothek und im Kuppelsaal das Musikzimmer.